# Wolfgang Schwanitz
Wolfgang Schwanitz (ur. 26 czerwca 1930 w Berlinie, zm. 1 lutego 2022 tamże) – wschodnioniemiecki polityk, generał porucznik Stasi, wiceminister bezpieczeństwa państwowego NRD (1986–1989), kierownik Urzędu Bezpieczeństwa Narodowego NRD w randze ministra (1989-1990).

## Życiorys
W latach 1949–1951 kształcił się na handlowca hurtowego, w 1953 został członkiem SED, w 1974 członkiem Komitetu Okręgowego SED w Berlinie, a w 1986 zastępcą członka KC SED. Od 1951 pracował w organach Stasi, 1954–1956 kierował dzielnicowymi oddziałami bezpieki w Pankow i w Weißensee, 1956–1958 był zastępcą szefa, a 1958–1966 szefem Wydziału II (Kontrwywiadowczego) berlińskiego Zarządu Stasi. W latach 1960–1966 uczył się na zaocznym kursie w Niemieckiej Akademii Nauk Państwowych i Prawnych „Walter Ulbricht” w Poczdamie i na Uniwersytecie Humboldtów w Berlinie, 1966–1974 był zastępcą szefa berlińskiego Okręgowego Zarządu Stasi, w 1973 otrzymał tytuł doktora prawa w Wyższej Szkole Prawniczej Ministerstwa Bezpieczeństwa Państwowego w Poczdamie. Od marca 1974 do listopada 1986 był szefem berlińskiego okręgowego Zarządu Stasi, od lutego 1978 w stopniu generała majora, a od października 1984 w stopniu generała porucznika. Od listopada 1986 do listopada 1989 był wiceministrem bezpieczeństwa państwowego NRD, a od 18 listopada szefem Urzędu Bezpieczeństwa Narodowego NRD w randze ministra. W kwietniu 1990 odszedł z rządu, po czym zajął się działalnością społeczną.
W 1963 został odznaczony Brązowym Orderem Zasługi dla Ojczyzny.